# .ws
.ws je vrhovna internetska domena (country code top-level domain - ccTLD) za Samou. Domenom upravlja SamoaNIC.

## Vanjske poveznice
- IANA .ws whois informacija  Arhivirana inačica izvorne stranice od 6. srpnja 2006. (Wayback Machine)